# Provincia de Chaiyaphum
Chaiyaphum (en tailandés: ชัยภูมิ), es una de las setenta y seis provincias territoriales del Reino de Tailandia.

## Etimología
“Chai ya” es de origen sánscrito y significa victoria, y la palabra del sánscrito Phum Bhumi significa el mundo o la tierra. El nombre de la provincia significa literalmente la tierra de la victoria.

## Localización
Está situado entre las provincias de Khon Kaen, Nakhon Ratchasima, Lapburi y Phetchabum.

## Escudo
El sello provincial es una bandera triangular que es símbolo de la victoria en la guerra.

## Geografía
La provincia abarca una extensión de territorio que ocupa una superficie de unos 12778,3 kilómetros cuadrados. 
Cuatro parques nacionales se encuentran en la provincia. El parque nacional de Tat Thon se encuentra en el noroeste de la provincia, con algunas cascadas y bosques de dipterocarpáceas seco. La mayor atracción del parque nacional de Sai Thong en el oeste de la provincia es la cascada de Sai Thong, pero también algunos campos de Tulipán de Siam. Campos similares se pueden encontrar en el parque nacional de Pa Hin Ngam en el suroeste de la provincia. Este parque tiene su nombre debido a las formaciones rocosas con formas extrañas que se encuentran allí (bosque de piedra hermosa). El parque nacional de Phu Laenkha abarca otros 200 kilómetros cuadrados de colinas boscosas al noroeste de la ciudad de Chaiyaphum.

## Historia
La historia de la provincia de Chaiyaphum se remonta al Imperio Jemer, en el siglo XII. En el 1817 de la era Budista hubo un grupo de laosianos que dirigido por Nai Lae, se trasladó a esta área. Fue la primera vez que vivieron en el pueblo de Ban Nam Kun Nong I Chan (en la provincia Nakhon Ratchasima) y después se trasladaron al área que ahora es la provincia de Chaiyaphum.
En 1826 de la era Budista, el rey Anuvong de Vientián (Laos) declaró la guerra con Siam (Tailandia); el gobernante local de Chaiyaphum, Chao Praya Lae (Nai Lae) había cambiado la lealtad y por apoyo a las tropas siamesas. Cuando el rey Anuvong de Viantián lo supo, se enfadadó con Chao Praya Lae (Nai Lae). Por eso, el rey Anuvong de Vientián mató a Chao Praya Lae. Después de esto, el Imperio de Vientián perdió  la guerra y Vientián (Laos) se convirtió en parte de Siam (Tailandia). El rey de Siam cambió el nombre de Chao Praya Lae a Praya Pakdi Chumpon para dar honor a su familia.
Praya Pakdi Chumpon es un héroe local de la provincia de Chaiyaphum.

## Distritos

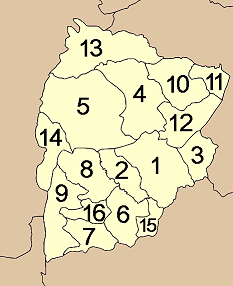
Distritos de la provincia.

La provincia está subdividida en 15 distritos (amphoes) y 1 subdistrito (king amphoe). Los distritos y el subdistrito están a su vez divididos en 124 comunas (tambons) y éstas en 1393 poblados (moobans).
- Bamnet Narong
- Ban Khwao
- Ban Thaen
- Chaiyaphum
- Chatturat
- Kaeng Khro
- Kaset Sombun
- Khon San
- Khon Sawan
- Noen Sa-nga
- Nong Bua Daeng
- Nong Bua Rawe
- Phakdi Chumphon
- Phu Khiao
- Sap Yai (subdistrito)
- Thep Sathit